# Felfernigthal
Felfernigthal je naselje v Občini Motnica v Okraju Šentvid ob Glini na Koroškem v Avstriji.